# Équipe cycliste Feminine
La Feminine Cycling Team est une équipe cycliste féminine basée en Allemagne, active lors de la saison 2015. 

## Histoire de l'équipe
L'équipe s'est développée à partir du club nommé Stevens-Hytera, qui a pris la quatrième place au classement individuel et par équipe lors de la Coupe d'Allemagne (Rad-Bundesliga) 2014. Elle est inscrite auprès de l'Union Cycliste Internationale en 2015 sans avoir de sponsor titre. Cependant, c'est le fabricant de radio Hytera, qui supporte une grande partie des coûts. Le chef d'équipe et directeur sportif est Eric Cuttingbach. Elle disparait à l'issue de la saison.

## Classements UCI
Ce tableau présente les places de l'équipe au classement de l'Union cycliste internationale en fin de saison, ainsi que la meilleure cycliste au classement individuel de chaque saison.
| Année | Classement par équipes | Meilleure coureuse au classement individuel |
| 2015  | 34e                    | Lotte van Hoek (318e)                       |

## Encadrement
Eric Schneidenbach est le directeur sportif et représentant de l'équipe auprès de l'UCI. Il est assisté par Samuel Horstmann. 

## Partenaires
La marque Hytera finance l'équipe. Les vélos proviennent de la marque Fuji.

## Feminine Cycling Team en 2015

### Effectif
| Effectif 2015         | Effectif 2015     | Effectif 2015 | Effectif 2015         |
| Cycliste              | Date de naissance | Pays          | Équipe précédente     |
| --------------------- | ----------------- | ------------- | --------------------- |
| Stéphanie Borchers    | 3 mai 1989        | Allemagne     | Team Stuttgart (2010) |
| Jacqueline Dietrich   | 10 octobre 1996   | Allemagne     |                       |
| Désirée Ehrler        | 20 août 1991      | Suisse        | Bigla (2014)          |
| Jacqueline Hahn       | 21 juillet 1991   | Autriche      | Bigla (2014)          |
| Sophie Lacher         | 25 septembre 1995 | Allemagne     |                       |
| Annabell Oeschger     | 1 novembre 1993   | Allemagne     |                       |
| Corine van der Zijden | 16 novembre 1995  | Pays-Bas      |                       |
| Lotte van Hoek        | 8 août 1991       | Pays-Bas      | Jan van Arckel (2014) |
|                       |                   |               |                       |
| Source : UCI          |                   |               |                       |

### Victoires
Aucune victoire UCI.

### Classement UCI
| Rang | Coureuse        | Points |
| ---- | --------------- | ------ |
| 318  | Lotte van Hoek  | 10     |
| 487  | Désirée Ehrler  | 4      |
| 562  | Jacqueline Hahn | 2      |